# Onsari Gharti Magar
Onsari Gharti Magar (en népalais : ओनसरी घर्तिमगर) est une femme politique népalaise, membre du Parti communiste unifié du Népal (maoïste). 
Élue à l'unanimité le 16 octobre 2015, elle devient la première femme élue présidente de la Chambre des représentants.
Avant cela, elle est vice-présidente du Parlement et ministre de la Jeunesse et des Sports au sein du cabinet de Jhala Nath Khanal. En 2013, elle est élue à la deuxième assemblée constituante du Népal (en) dans la circonscription de Rolpa-2.
Elle est mariée à Barsaman Pun (en), secrétaire du Parti communiste unifié du Népal (maoïste).